# デアンドレ・ジョーダン
ハイランド・デアンドレ・ジョーダン・ジュニア（Hyland DeAndre Jordan Jr., 1988年7月21日 - ）は、アメリカ合衆国テキサス州ヒューストン出身のプロバスケットボール選手。NBAのデンバー・ナゲッツに所属している。ポジションはセンター。

## 経歴

### プロ入り前
テキサス州ヒューストンに生まれる。高校時代に1試合37得点、20ブロックを同時に記録するなど活躍を見せ、パレード誌のオールアメリカンや2度の州選抜に選ばれた。2007年の夏にはU-19世界選手権の代表メンバーに選出されるが、1試合平均わずか9分の出場時間しか与えられず、チームも準優勝に終わる。
大学は数あるリクルート の中からテキサスA&M大学に進学。1シーズンのみの在籍ながらビッグ12カンファレンスのオールルーキーチームに選出される。身体能力は高く評価されており、2008年のNBAドラフトにアーリーエントリーし、上位指名が予想されていたが、2巡目35位での指名となった。

### ロサンゼルス・クリッパーズ
クリッパーズ入団後はチーム内に故障者が続出したこともあり、1年目の途中からスターティングメンバーに昇格する。初の先発出場となった2009年1月19日のミネソタ・ティンバーウルブズ戦では10リバウンド、6ブロックを記録（試合は敗戦）。2011年12月11日、制限付きFAになっていたジョーダンはゴールデンステート・ウォリアーズが提示した4年総額4300万ドルのオファーシートにサインしたが、数日後にクリッパーズが同じ契約を提示し、残留する事が決定した。
2011-12シーズン

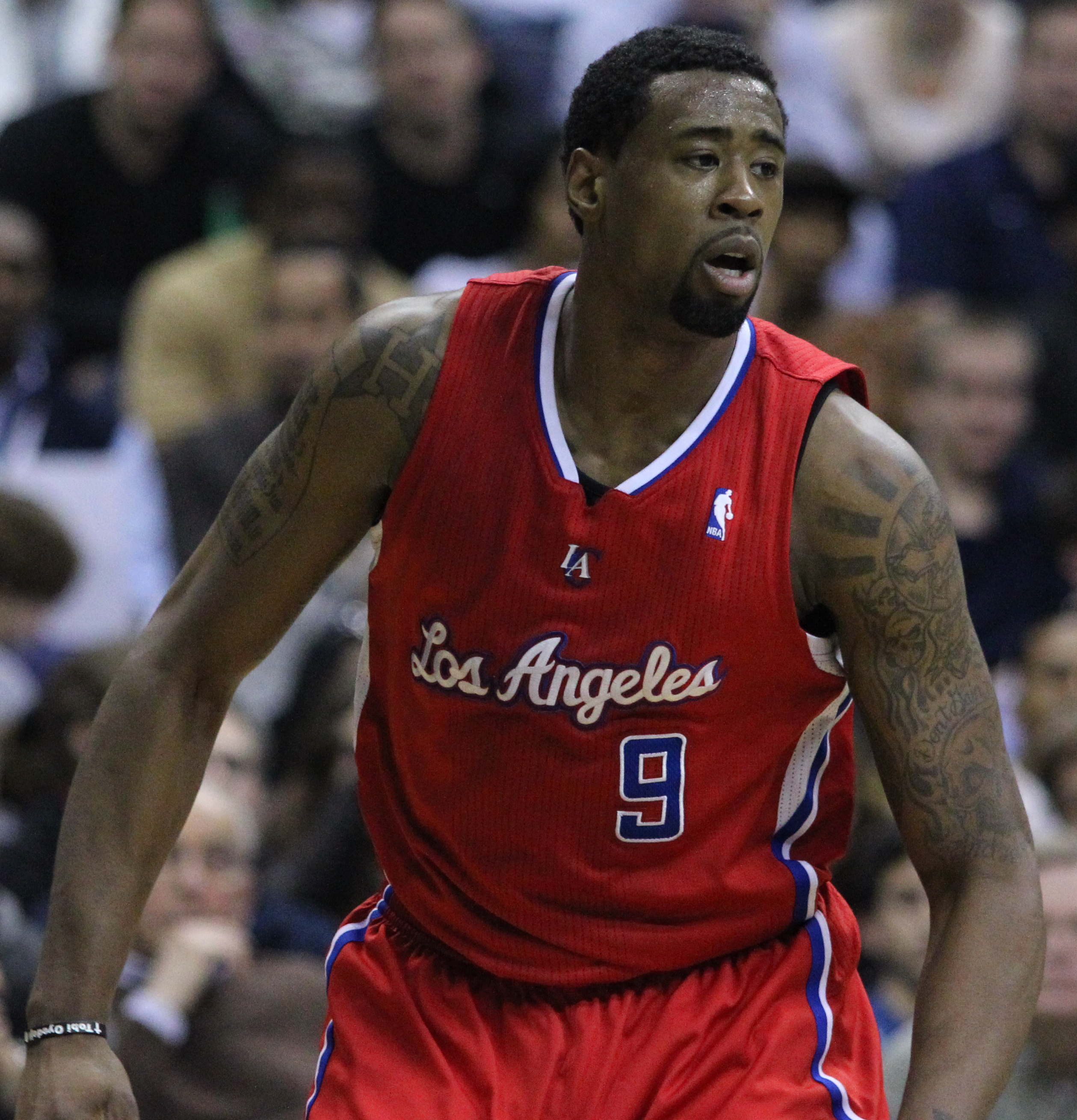
2011年のジョーダン

シーズンの開幕前に背番号を9から6に変更することを発表した。このシーズンはロックアウト解除後の全66試合に出場した。
2012-13シーズン
2013年3月10日のデトロイト・ピストンズ戦でダンク・オブ・ザ・イヤーに選ばれる豪快なアリウープダンクを披露した。第2Q残り4分半に右サイドをドライブしたクリス・ポールのロブパスをフリースローライン辺りから走り込んできたジョーダンが空中で受ける。ピストンズのブランドン・ナイトが阻止しようと飛んだものの、それをものともせずに右手一本でリングにたたき込んだ。チームは56勝を挙げ、プレーオフに進出するが、プレーオフでは満足なプレーが出来ず、チームも満足な結果を残せなかった。オフにはラスベガスでのアメリカ代表のキャンプに招集された。
2013-14シーズン

2013年のジョーダン

このシーズンからチームの指揮を執ったドック・リバースの方針により出場時間が大幅に増加し、一躍チームに無くてはならない選手となった。11月29日のサクラメント・キングス戦でキャリアハイとなる9ブロックを含む10得点、15リバウンドを記録し、チームは104-98で勝利した。全82試合に先発出場し、1試合平均35分間（前のシーズンより10.5分増）の出場で10.4得点、13.5リバウンド（リーグ1位）、2.5ブロック（リーグ3位）、フィールドゴール成功率67.6%（リーグ1位）を記録し、初のリバウンド王を獲得。また最優秀守備選手賞の投票でもジョアキム・ノア、ロイ・ヒバートに次ぐ3位となり、リーグを代表するディフェンダーと肩を並べた。オフェンスでも自身初となる平均10得点以上を記録し、ダブル・ダブルも42回達成。ダンク数は82試合で245回という記録を残した。チームも球団記録となる57勝を記録し、カンファレンス3位でプレーオフ進出を果たした。
プレーオフでは1回戦でゴールデンステート・ウォリアーズと対決。ジョーダンは先発センターのアンドリュー・ボーガットを故障で欠いたウォリアーズのインサイドを制圧。第1戦から3試合連続5ブロック、第3戦で22リバウンド、第5戦でプレーオフキャリアハイとなる25得点等、スモールラインナップに苦しんだ第4戦を除く全ての試合で存在感を示し、12.1得点、15.1リバウンド、4.0ブロック、FG率75.7%の成績を残し、7戦までもつれたシリーズを制する原動力となる。しかし2回戦のオクラホマシティ・サンダーとのシリーズでは6.7得点、9.5リバウンドと目立った活躍が出来ず、チームも2勝4敗で敗退した。
2014-15シーズン
2015年2月9日のダラス・マーベリックス戦でキャリアハイとなる27リバウンドを含む22得点、3ブロックを記録し、チームは115-98で勝利した。
このシーズン、ジョーダンは飛躍のシーズンとなった昨シーズンからさらに存在感を増し、レギュラーシーズンの全82試合に先発出場し、1試合平均34.4分の出場時間で11.5得点、15.0リバウンド（リーグ1位）、2.2ブロック（リーグ4位）、フィールドゴール成功率71.0%（リーグ1位）、252ダンク（リーグ1位）を記録、2年連続リバウンド王のタイトルを獲得し、さらにフィールドゴール成功率でもリーグ1位を記録した。また、1シーズンの合計リバウンド数での球団新記録、史上2人目となる1シーズンのフィールドゴール成功率70%以上を記録。5月21日にオールNBAサードチームに選ばれた。最優秀守備選手賞の投票でも昨シーズン同様3位に入った。チーム内での存在感も前年よりさらに増し、特にインサイドの主力のグリフィンを故障で欠いた期間は2試合連続で20得点・20リバウンド以上を記録するなど獅子奮迅の活躍を見せた（グリフィンが離脱していた15試合は平均14.9得点、18.5リバウンドの成績）。シーズン終盤になり、サンアントニオ・スパーズなどがシーズン成功率39.7%のフリースローという弱点を突くハック・ア・DJを仕掛けてくるなど苦労したこともあったが、プレーオフ第1回戦では、そのスパーズを4勝3敗で下す原動力となった。
2015年7月3日にダラス・マーベリックスとの4年総額8000万ドルの巨額契約を結ぶ事を合意したが、7月9日のモラトリアム明けに、クリッパーズの説得に靡き、結局4年総額8770万ドルで残留契約を結んだ。
2015-16シーズン
2016年1月13日のマイアミ・ヒート戦に欠場し、2011年3月から続いていた連続試合出場記録が360試合で途切れた。
2016-17シーズン
同シーズンは自身初となるNBAオールスターの出場メンバーに選出され、フィールドゴール成功率は5年連続でリーグ1位を記録した。
2017-18シーズン
2018年1月24日に行われたボストン・セルティックス戦に出場し、ランディ・スミスが保持していた球団最多出場試合数715試合に並んだ。2日後の26日に行われたメンフィス・グリズリーズ戦に出場し最多記録を716試合に更新した。2018年2月14日に行われたセルティックス戦でキャリアハイとなる30得点を記録し、チームは129-119で勝利した。3月9日のクリーブランド・キャバリアーズ戦で20得点、23リバウンドを記録し、試合はクリッパーズが116-102で勝利した。この年は平均31.5分で12.0得点。フィールドゴール成功率が64.5%まで低下し、クリント・カペラ（ヒューストン・ロケッツ）をわずかに下回り、リーグ1位は5年連続で途切れた。15.2リバウンドと58%のフリースロー成功率は自己最高を更新した。チームはカンファレンス10位で、7シーズンぶりにプレーオフ進出を逃した。

### ダラス・マーベリックス
2018年7月に既に口頭での契約に合意していたダラス・マーベリックスと1年総額2400万ドルで契約を結んだ。しかし、チームは低迷し、なおかつ1年契約だったためにすぐさまトレード候補に挙げられた。

### ニューヨーク・ニックス
2019年1月31日にクリスタプス・ポルジンギスが絡む大型トレードによりニューヨーク・ニックスへ移籍した。

### ブルックリン・ネッツ
2019年6月30日にブルックリン・ネッツとの4年総額4000万ドルの契約に合意した。2019-20シーズンはチームに自身とプレースタイルの似たジャレット・アレンがいたため、ベンチからの出場が主となった。
2020-21シーズンはシーズン途中にジェームズ・ハーデン絡みの大型トレードでアレンが移籍したこともあり主に先発で起用されたが、クリッパーズ時代の同僚であるブレイク・グリフィンが加入してからは控えに回り、プレーオフでは全く出番がなかった。

### ロサンゼルス・レイカーズ
2021年9月4日にジャーリール・オカフォー、セクー・ドゥムブヤとのトレードでデトロイト・ピストンズへ放出されたが
、7日に解雇された。同月9日にロサンゼルス・レイカーズとの1年総額260万ドルの契約に合意した。
2021-22シーズンは開幕から不振で、後半戦からは出場機会をほとんど与えられず、2022年3月1日に解雇された。

### フィラデルフィア・76ers
2022年3月3日にフィラデルフィア・76ersとシーズン終了までの契約を結んだ。

### デンバー・ナゲッツ
2022年7月12日にデンバー・ナゲッツと1年契約を結んだ。11月22日のダラス・マーベリックス戦でシーズンハイとなる17リバウンドを記録し、チームは98-97で辛勝した。このシーズン、チームはNBAファイナルまで進み、自身初かつフランチャイズ史上初となるNBAチャンピオンを獲得した。
2023年7月21日にナゲッツとの再契約に合意した。11月27日の古巣であるロサンゼルス・クリッパーズ戦で、シーズンハイとなる21得点、13リバウンド、5アシスト、2スティールを記録チームの勝利に大いに貢献した。
2024年7月24日にナゲッツと再契約した。

## プレースタイル
- 211cmの長身と長い腕を生かしたブロックとリバウンドが武器。
- ゴール下で大きな存在感を誇り、オフェンス、ディフェンス共にインサイドでは脅威の存在である。そしてジョーダンを語る上で外せない最大の特徴はビッグマンらしからぬ身体能力によって繰り出される豪快なダンクである。その豪快さはNBAでも随一であり、元チームメイトのブレイク・グリフィンと共にNBAを代表するスラムダンカーとして知られる。
- クリス・ポールのドライブからヘルプによって空いたグリフィンもしくはジョーダンへのアリウープはクリッパーズの主要な得点パターンの1つであり相手チームにとってはこの上ない脅威となっていた。
- 2012-13シーズンにはそのシーズンのダンク・オブ・ザ・イヤーに選ばれる豪快なワンハンドアリウープダンクを披露した。ほとんどがダンクやゴール下でのフックシュートであるためでもあるがFG率は毎年のように60%を超える数字を残している。
- アウトサイドからの得点は期待できず、自ら得点チャンスを作ることは出来ないが、ペイントエリア内や空中でボールを受けると強引にダンクに持っていける。
- フリースローが非常に苦手で、キャリア通算での成功率は40%程度であり、これはドワイト・ハワードよりも成功率が低く、その為に試合終盤に "ハック・ア・D.J." を仕掛けられる場面も多い。しかし、2018-19シーズンから成功率が約70%まで改善されている。
- フリースローや（打つことはほぼ無いが）ジャンプシュートは左手で行うのに対し、フックシュートやレイアップ、ワンハンドダンクは右手で行う事が多い。

## 個人成績

### NBA

#### レギュラーシーズン
| シーズン     | チーム       | GP   | GS  | MPG  | FG%  | 3P%   | FT%  | RPG  | APG | SPG | BPG | PPG  |
| ------------ | ------------ | ---- | --- | ---- | ---- | ----- | ---- | ---- | --- | --- | --- | ---- |
| 2008–09      | LAC          | 53   | 13  | 14.5 | .633 | —     | .385 | 4.5  | .2  | .2  | 1.1 | 4.3  |
| 2009–10      | LAC          | 70   | 12  | 16.2 | .605 | .000  | .375 | 5.0  | .3  | .2  | .9  | 4.8  |
| 2010–11      | LAC          | 80   | 66  | 25.6 | .686 | .000  | .452 | 7.2  | .5  | .5  | 1.8 | 7.1  |
| 2011–12      | LAC          | 66   | 66  | 27.2 | .632 | .000  | .525 | 8.3  | .3  | .5  | 2.0 | 7.4  |
| 2012–13      | LAC          | 82   | 82  | 24.5 | .643 | —     | .386 | 7.2  | .3  | .6  | 1.4 | 8.8  |
| 2013–14      | LAC          | 82   | 82  | 35.0 | .676 | —     | .428 | 13.6 | .9  | 1.0 | 2.5 | 10.4 |
| 2014–15      | LAC          | 82   | 82  | 34.4 | .710 | .250  | .397 | 15.0 | .7  | 1.0 | 2.2 | 11.5 |
| 2015–16      | LAC          | 77   | 77  | 33.7 | .703 | .000  | .430 | 13.8 | 1.2 | .7  | 2.3 | 12.7 |
| 2016–17      | LAC          | 81   | 81  | 31.7 | .714 | .000  | .482 | 13.8 | 1.2 | .6  | 1.7 | 12.7 |
| 2017–18      | LAC          | 77   | 77  | 31.5 | .645 | —     | .580 | 15.2 | 1.5 | .5  | .9  | 12.0 |
| 2018–19      | DAL          | 50   | 50  | 31.1 | .644 | —     | .682 | 13.7 | 2.0 | .7  | 1.1 | 11.0 |
| 2018–19      | NYK          | 19   | 19  | 25.9 | .634 | —     | .773 | 11.4 | 3.0 | .5  | 1.1 | 10.9 |
| 2019–20      | BKN          | 56   | 6   | 22.0 | .666 | —     | .680 | 10.0 | 1.9 | .3  | .9  | 8.3  |
| 2020–21      | BKN          | 57   | 43  | 21.9 | .763 | .000  | .500 | 7.5  | 1.6 | .3  | 1.1 | 7.5  |
| 2021–22      | LAL          | 32   | 19  | 12.8 | .674 | —     | .462 | 5.4  | .4  | .3  | .8  | 4.1  |
| 2021–22      | PHI          | 16   | 1   | 13.4 | .593 | —     | .714 | 5.8  | .5  | .1  | .6  | 4.6  |
| 2022–23      | DEN          | 39   | 8   | 15.0 | .765 | 1.000 | .458 | 5.2  | .9  | .3  | .6  | 5.1  |
| 2023–24      | DEN          | 36   | 2   | 11.0 | .624 | —     | .491 | 4.4  | .7  | .2  | .4  | 3.9  |
| 2024–25      | DEN          | 56   | 5   | 12.3 | .650 | —     | .422 | 5.1  | .9  | .3  | .5  | 3.7  |
| 通算         | 通算         | 1111 | 791 | 25.1 | .674 | .154  | .475 | 9.7  | .9  | .5  | 1.4 | 8.5  |
| オールスター | オールスター | 1    | 0   | 12.5 | .600 | .000  | —    | 3.0  | 2.0 | .0  | .0  | 6.0  |

#### プレーオフ
| シーズン | チーム | GP | GS | MPG  | FG%   | 3P%  | FT%   | RPG  | APG | SPG | BPG | PPG  |
| -------- | ------ | -- | -- | ---- | ----- | ---- | ----- | ---- | --- | --- | --- | ---- |
| 2012     | LAC    | 11 | 11 | 22.6 | .525  | —    | .333  | 5.3  | .4  | .6  | 1.6 | 4.5  |
| 2013     | LAC    | 6  | 6  | 24.0 | .455  | —    | .222  | 6.3  | .2  | .2  | 1.7 | 3.7  |
| 2014     | LAC    | 13 | 13 | 34.0 | .730  | —    | .434  | 12.5 | .8  | .9  | 2.5 | 9.6  |
| 2015     | LAC    | 14 | 14 | 34.4 | .716  | —    | .427  | 13.4 | 1.1 | 1.1 | 2.4 | 13.1 |
| 2016     | LAC    | 6  | 6  | 33.0 | .632  | —    | .373  | 16.3 | 1.8 | 1.2 | 2.7 | 11.7 |
| 2017     | LAC    | 7  | 7  | 37.7 | .705  | .000 | .393  | 14.4 | .7  | .4  | .9  | 15.4 |
| 2022     | PHI    | 3  | 2  | 10.3 | 1.000 | —    | —     | 2.3  | .3  | .0  | .7  | 3.3  |
| 2023     | DEN    | 4  | 0  | 3.5  | .667  | —    | .500  | 1.0  | .3  | .0  | .3  | 3.3  |
| 2024     | DEN    | 2  | 0  | 6.5  | .500  | —    | 1.000 | 1.5  | .0  | .5  | .5  | 2.0  |
| 2025     | DEN    | 7  | 0  | 5.1  | 1.000 | —    | .000  | 1.3  | .3  | .0  | .1  | .9   |
| 通算     | 通算   | 73 | 59 | 25.7 | .670  | .000 | .404  | 9.2  | .7  | .6  | 1.7 | 8.0  |

### カレッジ
| シーズン | チーム      | GP | GS | MPG  | FG%  | 3P% | FT%  | RPG | APG | SPG | BPG | PPG |
| -------- | ----------- | -- | -- | ---- | ---- | --- | ---- | --- | --- | --- | --- | --- |
| 2007–08  | テキサスA&M | 35 | 21 | 20.1 | .617 | —   | .437 | 6.0 | .4  | .2  | 1.3 | 7.9 |